# کریستن اونیل
کریستن اونیل (انگلیسی: Kristen O'Neill؛ زادهٔ ۱۲ آوریل ۱۹۸۳) بازیکن بسکتبال اهل ایالات متحده آمریکا است.